# Paul Koslo
Paul Koslo nato Manfred Koslowski (Germania, 27 giugno 1944 – Los Angeles, 9 gennaio 2019) è stato un attore tedesco di nascita ma naturalizzato canadese.

## Filmografia parziale

### Cinema
- Punto zero (Vanishing Point), regia di Richard C. Sarafian (1971)
- 1975: Occhi bianchi sul pianeta Terra (The Omega Man), regia di Boris Sagal (1971)
- Bentornati a casa ragazzi (Welcome Home Soldier Boys), regia di Richard Compton (1971)
- Joe Kidd, regia di John Sturges (1972)
- L'assassino di pietra (The Stone Killer), regia di Michael Winner (1973)
- A muso duro (Mr. Majestyk), regia di Richard Fleischer (1974)
- Bootleggers, regia di Charles B. Pierce (1974)
- Una strana coppia di sbirri (Freebie and the Bean), regia di Richard Rush (1974)
- Torna "El Grinta" (Rooster Cogburn), regia di Stuart Millar (1975)
- La nave dei dannati (Voyage of the Damned), regia di Stuart Rosenberg (1976)
- Doppio colpo (The Ransom), regia di Richard Compton (1977)
- Tiro incrociato (Love and Bullets), regia di Stuart Rosenberg, John Huston (1979)
- I cancelli del cielo (Heaven's Gate), regia di Michael Cimino (1980)
- Hambone and Hillie, regia di Roy Watts (1983)
- Le ragazze di Jimmy (A Night in the Life of Jimmy Reardon), regia di William Richert (1988)
- Robot Jox, regia di Stuart Gordon (1989)

### Televisione
- Gunsmoke - serie TV, episodio 20x10 (1974)
- CHiPs - serie TV, episodio 2x22 (1979)
- Cuore e batticuore (Hart to Hart) - serie TV, episodio 2x12 (1981)
- Quincy (Quincy, M.E.) - serie TV, episodio 6x18 (1981)
- A-Team (The A-Team) - serie TV, episodio 3x22 (1985)

## Doppiatori italiani
Nelle versioni in italiano delle opere in cui ha recitato, Paul Koslo è stato doppiato da:
- Sergio Di Stefano in Cleopatra Jones: licenza di uccidere, La nave dei dannati
- Cesare Barbetti in A muso duro, Una strana coppia di sbirri
- Carlo Sabatini in 1975: Occhi bianchi sul pianeta Terra
- Manlio De Angelis in Joe Kidd
- Giorgio Bandiera in Torna "El Grinta"
- Ambrogio Colombo in L'assassino della domenica
- Carlo Valli in I cancelli del cielo
- Emilio Cappuccio in Le ragazze di Jimmy
- Mario Cordova in Flash
- Francesco Vairano in Poliziotti a due zampe